# Gorzyczek peruwiański
Gorzyczek peruwiański (Lepidothrix coeruleocapilla) – gatunek małego, słabo poznanego ptaka z rodziny gorzykowatych (Pipridae). Endemiczny dla Peru. Nie wyróżnia się podgatunków. Niezagrożony wyginięciem.

## Morfologia
Całkowita długość ciała wynosi około 8,8 cm, w tym ogona 22 mm i dzioba 11,5 mm. Skrzydło mierzy 55 mm, skok 14 mm. Samiec niemal całkowicie smoliście czarny; wierzch głowy i kuper niebieskie, opalizujące. Samica głównie zielona, bardzo podobna do samicy gorzyczka czapeczkowego (L. coronata).

## Zasięg występowania
Całkowity zasięg występowania szacowany na 234 000 km² obejmuje górskie lasy i zakrzewienia w Peru, poza północną jego częścią, na wysokości 600–1700 m n.p.m.

## Lęgi
Po raz pierwszy bardziej szczegółowe informacje o lęgach zebrano w roku 2010. Gniazdo odnaleziono 10 listopada. Początkowo wysiadującą samicę obserwowano w trakcie żerowania na małych owocach. Gniazdo mieściło się na skarpie o nachyleniu około 70° koło drogi. Umieszczone było między rozgałęzieniem gałęzi przedstawiciela Urticaceae, na wysokości około 1,7 metra nad ziemią. Budulcem były korzenie i mech. Nie zebrano pomiarów gniazda, jednak bazując na fotografiach i stosunku długości ciała samicy do średnicy gniazda wynosiła ona około 8–9,5 cm.

## Status
IUCN uznaje gorzyczka peruwiańskiego za gatunek najmniejszej troski (LC, Least Concern) nieprzerwanie od 1988 (stan w 2021). Liczebność populacji nie została oszacowana, w 1996 ptak ten opisywany był jako dość pospolity. Ze względu na brak dowodów na spadki liczebności bądź istotne zagrożenia dla gatunku BirdLife International uznaje trend liczebności populacji za stabilny.